# Bembidion guttula
Bembidion guttula es una especie de escarabajo del género Bembidion, familia Carabidae. Fue descrita científicamente por Fabricius en 1792.
Habita en Albania, Armenia, Austria, Azerbaiyán, Bielorrusia, Bélgica, Bosnia y Herzegovina, Bulgaria, Croacia, Chequia, Dinamarca, Estonia, Finlandia, Francia, Georgia, Alemania, Gran Bretaña, Grecia, Hungría, Indonesia, Irán, Irlanda, Italia, Kazajistán, Kirguistán, Letonia, Lituania, Malta, Moldavia, Marruecos, Países Bajos, Noruega, Polonia, Portugal, Rumania, Rusia, Serbia, Eslovaquia, Eslovenia, España, Suecia, Suiza, Turquía y Ucrania.

## Descripción
Bembidion guttula es un pequeño escarabajo caracterizado por su cuerpo alargado y brillante, típicamente de color marrón oscuro a negro, con un patrón distintivo de puntos o marcas más claras en los élitros. Estos escarabajos tienen una longitud que varía entre 2.5 y 4 milímetros, lo que los hace relativamente pequeños dentro de la familia Carabidae. Presentan patas largas que les permiten moverse rápidamente.